# Йозеф Рот
Мойсе́й Йо́зеф Рот (нім. Moses Joseph Roth; 2 вересня 1894, Броди, нині Львівська область — 27 травня 1939, Париж) — австрійський письменник і журналіст єврейського походження. Твори писав німецькою, найвідомішими стали романи «Йов. Роман простої людини» (1930) та «Марш Радецького» (1932). Більшість його творів екранізовано.

## Життя
Народився та виріс у галицькому місті Броди у часи Австро-Угорської імперії. Тоді Броди були прикордонним містом, бо сусідня Волинь належала до Російської імперії.
Був єдиною дитиною у єврейській ортодоксальній сім'ї. Батька свого, Нахума, він не знав — той збожеволів іще до його народження і пропав десь у психіатричній клініці, хоча мати казала Йозефу, що той помер. Існує версія, що причиною хвороби батька були невдачі на роботі, коли він працював комівояжером (торговим агентом).
Навчання розпочав у початковій школі Барона Хирша, згодом навчався у Цісарсько-королівській гімназії імені кронпринца Рудольфа, де досить добре вивчив німецьку мову. Польську та українську він також знав, хоча і недосконало.
Хлопчина часто бував у Львові, приїжджаючи на канікули до свого дядька Зигмунда Грюбеля, який фінансово допомагав їхній сім'ї.
У 1913 році вступив на навчання до Львівського університету, де вивчав германістику і філософію. Мешкав у Львові в дядька за тодішньою адресою: Гофманштрассе, 7 (нині вул. Патріарха Димитрія Яреми, 7). Однак з дядьком Йозеф не дуже ладив, адже постійно відчував фінансову залежність і тиск на нього з боку родича, тому переїхав продовжувати навчання до Відня. Іншою причиною переїзду було й те, що своє майбутнє він бачив саме у закордо́ні, оскільки у Львівському університеті він швидко опинився в епіцентрі польсько-українсько-єврейського суперництва, що переважало у передвоєнні часи. Він швидко зрозумів, що ні польський або український націоналізм, ні єврейський сіонізм його не приваблюють. Саме у ці часи Рот вирішив асимілюватися з австрійською культурою і стати німецьким письменником. Протягом свого життя, уже відомим, він періодично повертався до Львова, відвідуючи рідних.
У 1916 році змушений був перервати навчання через призов до австрійського війська і брав участь у Першій світовій війні як військовий журналіст. Після закінчення війни успішно продовжив кар'єру журналіста, спочатку у Відні, а з 1920 року — в Берліні. Тут він працював у відомих німецьких газетах (спочатку Neue Berliner Zeitung, а з 1921 — «Berliner Börsen-Courier»).
- 1922 року — одружився з Фредерикою Райхлер, що була надзвичайною красунею з простої сім'ї галицьких євреїв.
- 1924 року — перша публікація окремого твору: роман «Готель Савой» (нім. Hotel Savoy) та роман «Бунт» (нім. Die Rebellion). Того ж року подорожував Галичиною, завдяки чому народився триптих «Мандрівка Галичиною»: «Люди й ландшафти», «Львів, місто», «Каліки»[5].
- 1925 року — кореспондент газети «Frankfurter Zeitung[de]» у Франції.
- 1926 року — подорож до Радянського Союзу, після якої повернувся вкрай розчарований у соціалістичних ідеалах. У середині 30-х опублікував антикомуністичні статті, де соціалісти і комуністи були представлені безбожниками, які проклали шлях нацистам.
- 1928 року — потрапив у важку психологічну та фінансову скруту через захворювання дружини Фридерики на шизофренію. Він сам стає алкоголіком. 1929 р. змушений віддати дружину до психічної клініки (у 1940 році дружину вбили нацисти в Австрії в рамках проекту евтаназії).
- 1933 року — в кінці січня Йозеф Рот змушений покинути Німеччину, оскільки до влади прийшли нацисти, а його книги заборонено. Переїхав до Відня, відтак подорожував Європою. Продовжив журналістську діяльність у Парижі та Празі.
- 1934 року — після вбивства австрійського канцлера Енґельберта Дольфуса переїхав до Парижа. Все більше страждав від алкоголізму.
- 1936—1938 роки — мешкав разом з письменницею Ірмґард Койн[de].
- 1937 року — востаннє побував у Львові (за два роки до смерті). Його компаньйонка у тій поїздці, німецька письменниця Ірмґард Койн[de], згадувала, як вони з Йозефом навідалися у гості до бідної єврейської сім'ї, що мешкала у львівському підвалі. Рот сидів за столом і розмовляв з ними мовою їдиш так, що його любов до людей ставала просто заразною.
- 1939 року — збіднілий та заборгований помер внаслідок двостороннього запалення легенів і білої гарячки. Є версія, що однією з причин смерті став також приступ після повідомлення про самогубство друга, письменника Ернста Толлера. Почувши таку сумну новину, Рот у паризькому кафе напився до безтями, з якого вже не вийшов — після чотириденної агонії він помер. Йому було 44 роки. Похований на цвинтарі комуни Тіє[fr] (департамент Валь-де-Марн, південна околиця Парижу).

Похорон Рота у Парижі відобразив складність і справжню трагікомічність особи Рота. На багатолюдному похороні були вінки від комуністів, монархістів і австрійських республіканців. Відбулася також невелика конфронтація між католицьким священиком і рабином. Священик спочатку наполягав на християнській молитві, але, не маючи доказів, що Рот перейшов у католицтво, погодився на модифіковану молитву. Деякі друзі Рота, переконані в його єврействі, відмовилися приєднатися до молитви священика. Замість того вони наблизилися до могили і, на противагу священикові, почали читати єврейську молитву.
Через декілька місяців після смерті Рота в Амстердамі опублікували написану ним незадовго до смерті «Легенду про Святого Пияка», яка стала провісником смерті автора.

## Творчість
Перша світова війна та розпад Австро-Угорщини (1918) справили значний вплив на творчість Йозефа Рота. У своєму шедеврі — романі «Марш Радецького» — та в «Крипті капуцинів» Рот простежує занепад імперії Габсбурґів через призму життя однієї родини.
Ще у бродівській гімназії Рот вивчив українську мову, яку він використовував і в німецькомовних творах. «Марш Радецького» має кілька українських персонажів. Українські села описано з глибокою любов'ю, Рот навіть використовує кілька цитат українською мовою, цитує українські пісні (у перекладі на німецьку). Коли головний герой, Карл Йозеф Тротта, вмирає під Золочевом, він відповідає молитвам свого українського підрозділу, підбираючи українські слова: «Славімо Ісуса Христа!».
В романах «Йов», «Фальшива вага», «Левіафан», «Тараба. Гість на цій землі» автор описує нині втрачений світ єврейських спільнот (штетлів) Галичини та Східної Європи. Статті Йозефа Рота, присвячені Німеччині повоєнного періоду та приходу до влади Гітлера, є унікальною хронікою того часу від очевидця.
Художні твори Йозефа Рота, за датою публікації:
- «Улюблені студенти» (нім. Der Vorzugsschüler; Відень, 1916);
- «Барбара» (нім. Barbara; Відень, 1918);
- «Павутина» (нім. Das Spinnennetz; Відень, 1923);
- «Готель Савой» (нім. Hotel Savoy. Ein Roman; Берлін, 1924);
- «Бунт» (нім. Die Rebellion; Берлін, 1924);
- «Квітень, історія одного кохання» (нім. April, Die Geschichte einer Liebe; Берлін, 1925);
- «Сліпе дзеркало» (нім. Der Blinde Spiegel, ein kleiner Roman; Берлін, 1925);
- «Блукаючі жиди» (нім. Juden auf Wanderschaft; Берлін, 1927);
- «Безкінечна втеча» (нім. Die Fluch ohne Ende — Ein Bericht; Мюнхен, 1927);
- «Ціппер та його батько (нім. Zipper und sein Vater; Мюнхен, 1928);
- «Правиця і лівиця» (нім. Rechts und links; Берлін, 1929);
- «Мовчазний пророк» (нім. Der stumme Prophet; Берлін, 1929);
- «Листи з Німеччини» (нім. Briefe aus Deutschland; Гамбург, 1929);
- «Йов. Роман про простого чоловіка» (нім. Hiob. Roman eines einfachen Mannes; Берлін, 1930);
- «Паноптикум. Цифри і куліси» (нім. Panoptikum. Gestalten und Kulissen; Мюнхен, 1930);
- «Марш Радецького» (нім. Radetzkymarsch; Берлін, 1932);
- «Начальник станції Фальмерайєр» (нім. Stationschef Fallmerayer; Амстердам, 1933);
- «Тарабас, гість на цій землі» (нім. Tarabas, ein Gast auf dieser Erde; Амстердам, 1934);
- «Тріумф краси» (нім. Triumph des Schönheit; Париж, 1934);
- «Бюст цісаря» (нім. Die Büste des Kaisers; Париж, 1934);
- «Антихрист» (нім. Der Antichrist; Амстердам, 1934);
- «Левіафан» (нім. Der Leviathan;Амстердам, 1940);
- «Сто днів» (нім. Die hundert Tage; Амстердам, 1935);
- «Сповідь вбивці, розказана за ніч» (нім. Beichte eines Mörders, erzählt in einer Nacht; Амстердам, 1936);
- «Фальшива вага» (нім. Das falsche Gewicht. Die Geschichte eines Eichmeisters; Амстердам, 1937);
- «Крипта капуцинів» (нім. Die Kapuzinergruft; Більтховен, 1938);
- «Історія 1002-ї ночі» (нім. Die Geschichte von der 1002. Nacht; Більтховен, 1939);
- «Легенда про святого пияка» (нім. Die Legende vom heiligen Trinker; Амстердам, 1939).

## Видання українською
- Й. Рот. Отель Савой. Переклала з німецької Марія Ільтична. — Харків: Український робітник, 1928.
- Й. Рот. Білі міста. — К.: Смолоскип, 1998.
- Й. Рот. Марш Радецького. — К.: Юніверс, 2000.
- Й. Рот. Гебреї у мандрах. — К.: РИФ, 2003.
- Й. Рот. Фальшива вага. — Л.: ВНТЛ-Класика, 2005.
- Й. Рот. Тріумф краси. — Л.: ВНТЛ-Класика, 2006.
- Й. Рот. Готель «Савой». — Л.: ВНТЛ-Класика, 2006.
- Й. Рот. Йов; Фальшива вага. — К.: Критика, 2010.
- Й. Рот. Вибране. — К.: Український письменник, 2011.
- Й. Рот. «Марш Радецького» та інші романи. — К.: А-ба-ба-га-ла-ма-га, 2014.

До книги увійшли романи «Марш Радецького», «Ціппер та його батько», «Гробівець капуцинів».

## Переклади українською в онлайн доступі
- Погруддя цісаря (2013)
- Павутина (2013)

## Цитати
- нім. Das bin ich wirklich - böse, besoffen, aber gescheit

Такий я насправді: злий, п'яний, але розумний (1938).

## Вшанування

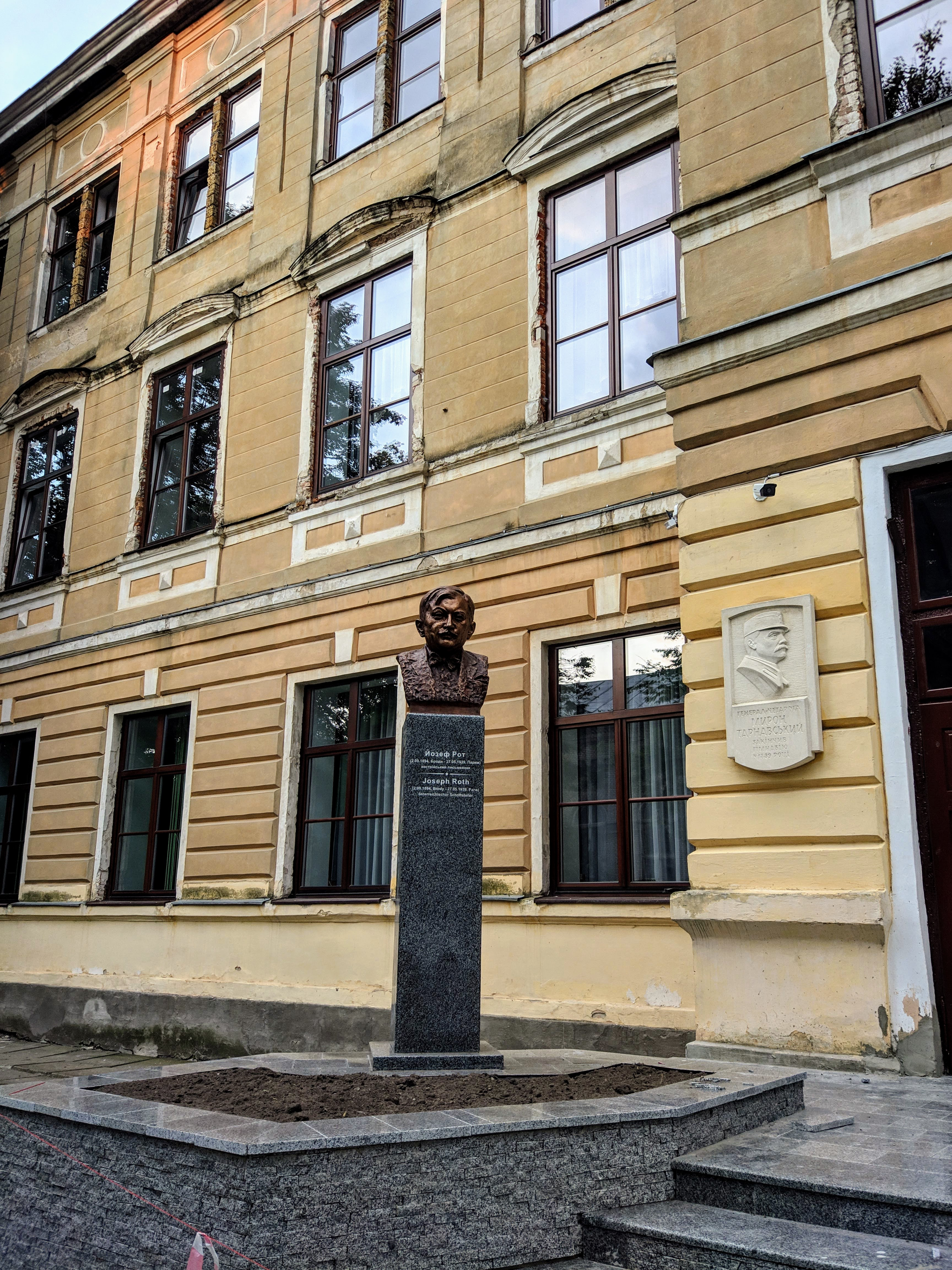
Бронзове погруддя Йозефу Роту у Бродах

- Пам'ятник Видатним учням і викладачам Бродівської гімназії, встановлений у жовтні 1986 року на подвір'ї Бродівської гімназії імені І. Труша. Там згадано також й Йозефа Рота[7]. Від 1987 року є пам'яткою історії місцевого значення під охоронним № 1436-м[8].
- 1994 року поштове відомство Австрії випустило серію з двох поштових марок присвячених австрійським письменникам — Францу Теодору Чокору та Йозефові Роту[9]. За сприянням культурного товариства «Буковина» 9 вересня 1994 року відбулося погашення марки присвяченої Йозефові Роту спеціальним поштовим штемпелем у Відні (Австрія) та на батьківщині письменника — у Бродах (Україна).
- 8 жовтня 2009 року на головному фасаді будинку на вул. Патріарха Димитрія Яреми, 7 у Львові урочисто відкрито меморіальну таблицю письменнику Йозефові Роту, що мешкав у цьому будинку у 1913—1914 роках, під час навчання у Львівському університеті[10].
- У рамках реалізації проєкту «Буковинсько-Галицький літературний маршрут», 31 липня 2019 року на окрайці сходів з правого боку від входу до бродівської гімназії імені Івана Труша встановлено бронзове погруддя Йозефу Роту. Автор проекту пам'ятника — львівський скульптор Володимир Цісарик. Відкриття відбулося 4 серпня 2019 року[11].